# Флоря, Алекс
Александру Йонуц «Алекс» Флоря (рум. Alexandru Ionuț "Alex" Florea; род. 19 сентября 1991, Констанца, Румыния) — румынский певец. Вместе с Илинкой представлял Румынию на конкурсе Евровидение 2017 с песней «Yodel It!». Ранее он участвовал в пятом сезоне шоу «Голос Румынии».